# Форчун, Фредерик
Фредерик Джозеф «Фред» Форчун-младший (англ. Frederick Joseph "Fred" Fortune, Jr.; 1 апреля 1921 — 20 апреля 1994) — американский бобслеист, бронзовый призёр зимних Олимпийских игр 1948 года.

## Биография
Форчун занимался лыжным спортом и бобслеем. В годы Второй мировой войны — военнослужащий лыжного отряда 10-й горной дивизии Армии США, награждён «Бронзовой Звездой». Чемпион США 1947 года среди двоек в паре со Скаем Кэрроном.
Бронзовый призёр зимних Олимпийских игр 1948 года по бобслею среди экипажей двоек. В 1952 году на зимних Олимпийских играх занял 7-е место в двойках. Также в его активе три бронзовые медали чемпионатов мира: две медали 1949 и 1950 года среди экипажей двоек и одна медаль 1965 года среди экипажей четвёрок.
После карьеры спортсмена занимался строительством и городским планированием: им были построены два города Норт-Поул в штатах Нью-Йорк и Колорадо.